# Lisa McClain
Lisa Carmella McClain (de soltera, Iovannisci; Stockbridge, Míchigan; 7 de abril de 1966) es una política estadounidense que se desempeña como representante de los Estados Unidos por el 9.º distrito congresional de Míchigan desde 2023. Miembro del Partido Republicano, representó el 10.º distrito congresional de Míchigan entre 2021 y ese año.

## Biografía

### Primeros años y carrera
Nació y creció en Stockbridge, Míchigan. Se graduó de Stockbridge Junior/Senior High School en 1984. Asistió a Lansing Community College y obtuvo su licenciatura en Administración de Empresas en la Universidad de Northwood.
Trabajó en American Express durante 11 años y luego se unió al Grupo Hantz.

### Cámara de Representantes de Estados Unidos

#### Elecciones
- 2020: después de que el entonces congresista Paul Mitchell optara por retirarse de la Cámara de Representantes de los Estados Unidos, McClain anunció su candidatura para el 10.º distrito congresional de Míchigan.[5][6][7] Derrotó al representante estatal Shane Hernandez en las primarias republicanas del 4 de agosto y a la candidata demócrata Kimberly Bizon en las elecciones generales del 3 de noviembre.[8][9] El presidente Donald Trump respaldó a McClain.[10]
- 2022: ganó las elecciones para el rediseñado 10.º distrito, que pasó a ser el 9.º distrito, derrotando a todos los demás candidatos con el 63,9 % de los votos, el segundo lugar lo ocupó el demócrata Brian Jaye con el 33,2 % de los votos.[11]

#### Asignaciones de comité
- Comité de Servicios Armados[12]

#### Membresías de caucus
- Asociación Republicana de Main Street[13]
- Comité de Estudio Republicano[14]

### Vida personal
McClain y su esposo, Mike, tienen tres hijos y viven en Romeo, un suburbio al norte de Detroit. Ha recaudado más de $ 1 millón para el tratamiento de la esclerosis múltiple. Es católica.